# Џенифер Лоренс
Џенифер Шрејдер Лоренс (енгл. Jennifer Shrader Lawrence; Индијан Хилс, 15. август 1990) америчка је глумица.
Прве веће улоге остварила је у ситкому Шоу Била Енгвала, те у филмовима независне продукције Равница у пламену и Зима до костију, којим је привукла пажњу филмске јавности. Ова улога донела јој је номинације за Оскара, БАФТУ, Златни глобус и Награду Удружења глумаца.
Са 22 године, играла је главну улогу у романтичној комедији У добру и у злу Дејвида О. Расела, за коју је освојила бројне награде, укључујући Златни глобус и Оскар за најбољу главну глумицу. Лоренсова је тренутно друга најмлађа добитница Оскара у овој категорији. 2013. поново је сарађивала са О'Раселом, у филму Америчка превара, који јој је донео награде БАФТА и Златни глобус и још једну номинацију за Оскара, овог пута за најбољу глумицу у споредној улози. Две године касније освојила је Златног глобуса и била номинована за Оскара захваљујући насловној улози у биографској комедији Џој, коју је такође режирао О'Расел.
Такође је позната по улози Мистик у блокбастеру Икс-људи: Прва класа и наставцима Икс-људи: Дани будуће прошлости, Икс-људи: Апокалипса и Икс-људи: Мрачни Феникс. Светску славу стекла је 2012. године као Кетнис Евердин у филмском серијалу Игре глади, који јој је обезбедио статус најпрофитабилније филмске хероине свих времена. Године 2013. Лоренсова се нашла на листи 100 најутицајнијих људи часописа Тајм, као и на првом месту Форбсове листе најмоћнијих глумица на свету.

## Филмографија
| Улоге на филму      |                                      |               |                        |                                     |
| Година              | Српски назив                         | Изворни назив | Улога                  | Напомена                            |
| 2008.               | Журка у башти                        |               | Тиф                    |                                     |
| 2008.               | Кућа покера                          |               | Агнес                  |                                     |
| 2008.               | Равница у пламену                    |               | Маријана               |                                     |
| 2010.               | Зима до костију                      |               | Ри Доли                |                                     |
| 2011.               | До лудила                            |               | Саманта                |                                     |
| 2011.               | Дабар                                |               | Нора                   |                                     |
| 2011.               | Икс-људи: Прва класа                 |               | Рејвен Даркхолм/Мистик |                                     |
| 2012.               | Игре глади                           |               | Кетнис Евердин         |                                     |
| 2012.               | Кућа на крају улице                  |               | Елиса Касиди           |                                     |
| 2012.               | У добру и у злу                      |               | Тифани Максвел         |                                     |
| 2013.               | Ђаво кога познајеш                   |               | Зои Хјуз               | снимљен 2007.                       |
| 2013.               | Игре глади: Лов на ватру             |               | Кетнис Евердин         |                                     |
| 2014.               | Серена                               |               | Серена Пембертон       |                                     |
| 2014.               | Икс-људи: Дани будуће прошлости      |               | Рејвен Даркхолм/Мистик |                                     |
| 2014.               | Игре глади: Сјај слободе - Први део  |               | Кетнис Евердин         |                                     |
| 2015.               | Игре глади: Сјај слободе - Други део |               | Кетнис Евердин         |                                     |
| 2015.               | Џој                                  |               | Џој Мангано            |                                     |
| 2016.               | Икс-људи: Апокалипса                 |               | Рејвен Даркхолм/Мистик |                                     |
| 2016.               | Путници                              |               | Аурора                 |                                     |
| 2017.               | Мајка!                               |               | мајка                  |                                     |
| 2018.               | Црвени врабац                        |               | Доминика Егорова       |                                     |
| 2019.               | Икс-људи: Мрачни Феникс              |               | Рејвен Даркхолм/Мистик |                                     |
| 2021.               | Не гледај горе                       |               | Кејт Дибијаски         |                                     |
| 2023.               | Девојка за све                       |               | Меди                   |                                     |
| Улоге на телевизији |                                      |               |                        |                                     |
| 2006.               | Манк                                 |               | маскота                | епизода Mr. Monk and the Big Game   |
| 2007.               | Злочини из прошлости                 |               | Ејби Бредфорд          | епизода A Dollar, a Dream           |
| 2007–08             | Медијум                              |               | Клер Чејс/млада Алисон | 2 епизоде                           |
| 2007–09             | Шоу Била Енгвала                     |               | Лорен Пирсон           | 31 епизода                          |
| 2013.               | Уживо суботом увече                  |               | домаћин                | епизода Џенифер Лоренс/Луминирс     |
| 2014.               | Уживо суботом увече                  |               | глуми себе             | епизода Вуди Харелсон/Кендрик Ламар |

## Награде и номинације
| Година                                            | Категорија                           | Филм                                                               | Освојила | Изгубила од                                                    |
| ------------------------------------------------- | ------------------------------------ | ------------------------------------------------------------------ | -------- | -------------------------------------------------------------- |
| Оскар                                             |                                      |                                                                    |          |                                                                |
| 2010.                                             | Зима до костију                      | Најбоља глумица у главној улози                                    | Не       | Натали Портман (Црни лабуд)                                    |
| 2012.                                             | У добру и у злу                      | Најбоља глумица у главној улози                                    | Да       |                                                                |
| 2013.                                             | Америчка превара                     | Најбоља глумица у споредној улози                                  | Не       | Лупита Нјонго (Дванаест година ропства)                        |
| 2015.                                             | Џој                                  | Најбоља глумица у главној улози                                    | Не       | Бри Ларсон (Соба )                                             |
| БАФТА                                             |                                      |                                                                    |          |                                                                |
| 2013.                                             | Америчка превара                     | Најбоља глумица у споредној улози                                  | Да       |                                                                |
| 2012.                                             | У добру и у злу                      | Најбоља глумица у главној улози                                    | Не       | Емануел Рива (Љубав)                                           |
| Златни глобус                                     |                                      |                                                                    |          |                                                                |
| 2010.                                             | Зима до костију                      | Најбоља главна женска улога у играном филму (драма)                | Не       | Натали Портман (Црни лабуд)                                    |
| 2012.                                             | У добру и у злу                      | Најбоља главна женска улога у играном филму (мјузикл или комедија) | Да       |                                                                |
| 2013.                                             | Америчка превара                     | Најбоља глумица у споредној улози                                  | Да       |                                                                |
| 2015.                                             | Џој                                  | Најбоља главна женска улога у играном филму (мјузикл или комедија) | Да       |                                                                |
| Награда Удружења глумаца                          |                                      |                                                                    |          |                                                                |
| 2010.                                             | Зима до костију                      | Најбоља глумица у главној улози                                    | Не       | Натали Портман (Црни лабуд)                                    |
| 2012.                                             | У добру и у злу                      | Најбоља глумица у главној улози                                    | Да       |                                                                |
| 2012.                                             | У добру и у злу                      | Најбоља филмска постава                                            | Не       | глумачка постава филма Арго                                    |
| 2010                                              | Америчка превара                     | Најбоља филмска постава                                            | Да       |                                                                |
| 2010                                              | Америчка превара                     | Најбоља глумица у споредној улози                                  | Не       | Лупита Нјонго (Дванаест година ропства)                        |
| Награда Спирит                                    |                                      |                                                                    |          |                                                                |
| 2010.                                             | Зима до костију                      | Најбоља глумица у главној улози                                    | Не       | Натали Портман (Црни лабуд)                                    |
| 2012.                                             | У добру и у злу                      | Најбоља глумица у главној улози                                    | Да       |                                                                |
| Награда Удружења телевизијских филмских критичара |                                      |                                                                    |          |                                                                |
| 2010.                                             | Зима до костију                      | Најбољи млади глумац/глумица                                       | Не       | Хејли Стајнфелд (Човек звани храброст)                         |
| 2010.                                             | Зима до костију                      | Најбоља глумица у главној улози                                    | Не       | Натали Портман (Црни лабуд)                                    |
| 2012.                                             | У добру и у злу                      | Најбоља глумица у главној улози                                    | Не       | Џесика Частејн (00:30 – Тајна операција)                       |
| 2012.                                             | У добру и у злу                      | Најбоља филмска постава                                            | Да       |                                                                |
| 2012.                                             | У добру и у злу                      | Најбоља глумица у комедији                                         | Да       |                                                                |
| 2012.                                             | Игре глади                           | Најбоља глумица у акционом филму                                   | Да       |                                                                |
| 2013.                                             | Игре глади: Лов на ватру             | Најбоља глумица у акционом филму                                   | Не       | Сандра Булок (Гравитација)                                     |
| 2013.                                             | Америчка превара                     | Најбоља глумица у споредној улози                                  | Не       | Лупита Нјонго (Дванаест година ропства)                        |
| 2013.                                             | Америчка превара                     | Најбоља филмска постава                                            | Да       |                                                                |
| 2014.                                             | Игре глади: Сјај слободе - Први део  | Најбоља глумица у акционом филму                                   | Не       | Емили Блант (На рубу времена)                                  |
| 2015.                                             | Игре глади: Сјај слободе - Други део | Најбоља глумица у акционом филму                                   | Не       | Шарлиз Трон (Побеснели Макс: Ауто-пут беса)                    |
| 2015.                                             | Џој                                  | Најбоља глумица у главној улози                                    | Не       | Бри Ларсон (Соба)                                              |
| 2015.                                             | Џој                                  | Најбоља глумица у комедији                                         | Не       | Ејми Шумер (Хаос у најави)                                     |
| Награда Националног удружења филмских критичара   |                                      |                                                                    |          |                                                                |
| 2013.                                             | Америчка превара                     | Најбоља глумица у споредној улози                                  | Да       |                                                                |
| Награда Удружења интернет филмских критичара      |                                      |                                                                    |          |                                                                |
| 2010.                                             | Зима до костију                      | Најбоља глумица у главној улози                                    | Не       | Натали Портман (Црни лабуд)                                    |
| 2012.                                             | У добру и у злу                      | Најбоља глумица у главној улози                                    | Не       | Џесика Частејн (00:30 – Тајна операција)                       |
| 2013.                                             | Америчка превара                     | Најбоља глумица у споредној улози                                  | Не       | Лупита Нјонго (Дванаест година ропства)                        |
| Награда Емпајер                                   |                                      |                                                                    |          |                                                                |
| 2010.                                             | Зима до костију                      | Награда Емпајер за најбољег новајлију                              | Не       | Клои Грејс Морец (Фајтер, Пусти ме унутра)                     |
| 2012.                                             | Игре глади                           | Најбоља глумица                                                    | Да       |                                                                |
| 2013.                                             | Игре глади: Лов на ватру             | Најбоља глумица                                                    | Не       | Ема Томпсон (Спасавање господина Банкса)                       |
| 2013.                                             | Америчка превара                     | Најбоља глумица у споредној улози                                  | Не       | Сали Хокинс (Несрећна Џасмин)                                  |
| Награда Сателит                                   |                                      |                                                                    |          |                                                                |
| 2010.                                             | Зима до костију                      | Најбоља глумица у драми                                            | Не       | Номи Рапас (Девојка са тетоважом змаја)                        |
| 2012.                                             | У добру и у злу'                     | Најбоља глумица у главној улози                                    | Да       |                                                                |
| 2013.                                             | Америчка превара                     | Најбоља глумица у споредној улози                                  | Не       | Џун Сквиб (Небраска)                                           |
| Награда Сатурн                                    |                                      |                                                                    |          |                                                                |
| 2012.                                             | Игре глади                           | Најбоља глумица                                                    | Да       |                                                                |
| 2013.                                             | Игре глади: Лов на ватру             | Најбоља глумица                                                    | Не       | Сандра Булок (Гравитација)                                     |
| 2014.                                             | Игре глади: Сјај слободе - Први део  | Најбоља глумица                                                    | Не       | Розамунд Пајк (Ишчезла)                                        |
| 2017.                                             | Путници                              | Најбоља глумица                                                    | Не       | Мери Елизабет Винстед (Улица Кловерфилд број 10)               |
| МТВ филмска награда                               |                                      |                                                                    |          |                                                                |
| 2012.                                             | Игре глади                           | Најбоља женска улога                                               | Да       |                                                                |
| 2012.                                             | Игре глади                           | Најбоља туча                                                       | Да       | са Џошом Хачерсоном и Александером Лудвигом                    |
| 2012.                                             | Игре глади                           | Најбољи пољубац                                                    | Не       | Кристен Стјуарт и Роберт Патинсон                              |
| 2012.                                             | Игре глади                           | Најбоља глумачка постава                                           | Не       | глумачка постава филма Хари Потер и реликвије смрти: Други део |
| 2013.                                             | У добру и у злу                      | Најбоља женска улога                                               | Да       |                                                                |
| 2013.                                             | У добру и у злу                      | Најбољи пољубац                                                    | Да       | са Бредлијем Купером                                           |
| 2013.                                             | У добру и у злу                      | Најбољи филмски дуо                                                | Не       | Марк Волберг и Сет Макфарлан                                   |
| 2014.                                             | Америчка превара                     | Најбољи пољубац                                                    | Не       | Ема Робертс, Џенифер Анистон и Вил Полтер                      |
| 2014.                                             | Игре глади: Лов на ватру             | Најбоља женска улога                                               | Да       |                                                                |
| 2014.                                             | Игре глади: Лов на ватру             | Најбоља туча                                                       | Не       | Орландо Блум и Еванџелин Лили                                  |
| 2015.                                             | Игре глади: Сјај слободе - Први део  | Најбоља женска улога                                               | Не       | Шејлин Вудли (Криве су звезде)                                 |